# Prijsafspraak
Een prijsafspraak is een overeenkomst tussen concurrenten met betrekking tot de prijs van goederen of diensten. Prijsafspraken zijn in veel landen verboden.
De methodes van prijszetting kunnen omvatten:
- Afspraken om gemeenschappelijke prijzen te hanteren.
- Afspraken om gelijke kredietvoorwaarden aan kopers aan te bieden.
- Afspraken om gelijke inruilkortingen te geven.
- Afspraken om kortingen te beperken.
- Afspraken om niet langer gratis service te verlenen of een ander onderdeel van de prijs vast te leggen.
- Afspraken om niet af te wijken van eerder aangekondigde prijzen en verkoopvoorwaarden.
- Afspraken die uniforme kosten en prijsverhogingen vaststellen.
- Afspraken die verplichte toeslagen opleggen.

De handhaving van deze regels komt voor rekening van een mededingingsautoriteit, die boetes kan opleggen bij overtreding van het verbod. In Nederland is dat de Autoriteit Consument en Markt.